# Cascavel Clube Recreativo
Cascavel Clube Recreativo is een Braziliaanse voetbalclub uit de stad Cascavel in Paraná. 

## Geschiedenis
In 2001 besloten de clubs Cascavel EC, SOREC en Cascavel S/A te fuseren om zo opnieuw een competitieve ploeg te krijgen. De club nam de plaats van Cascavel S/A in in de tweede klasse van het Campeonato Paranaense. De club eindigde op een derde plaats, maar door uitbreiding van de hoogste klasse konden ze meteen promoveren. Na een voorlaatste plaats degradeerden ze echter meteen terug. Het volgende seizoen misten ze net de onmiddellijke terugkeer met een derde plaats. In 2005 speelde de club de halve finale om de titel en werd daar uitgeschakeld door Toledo. Na een tweede plaats achter Portuguesa Londrinense promoveerde de club wel weer. De club bereikte in 2007 de tweede groepsfase. Na twee seizoenen in de middenmoot kon de club zich in 2010 opnieuw voor de tweede fase plaatsen, maar werd daar slechts zevende. In 2011 volgde een nieuwe degradatie. 
Het volgende seizoen in de tweede klasse degradeerde de club nadat ze zes strafpunten kregen voor het opstellen van een niet-speelgerechtigde speler. Door financiële problemen kon de club in 2013 zelfs niet deelnemen aan de competitie. Er werd echter een nieuwe sponsor gevonden waardoor de club in 2014 opnieuw met een team aan de derde klasse kon deelnemen. Een jaar eerder was FC Cascavel, opgericht in 2008, kampioen geworden in de derde klasse. In 2015 werd de club kampioen en keerde zo terug naar de tweede klasse. 